# Нибел (Округ Шлезбиг-Фленсбург)
Нибел (њем. Nübel) град је у њемачкој савезној држави Шлезвиг-Холштајн. Једно је од 134 општинска средишта округа Шлезвиг-Фленсбург. Према процјени из 2010. у граду је живјело 1.385 становника. Посједује регионалну шифру (AGS) 1059098.

## Географски и демографски подаци
Нибел се налази у савезној држави Шлезвиг-Холштајн у округу Шлезвиг-Фленсбург. Град се налази на надморској висини од 35 метара. Површина општине износи 18,3 km². У самом граду је, према процјени из 2010. године, живјело 1.385 становника. Просјечна густина становништва износи 76 становника/km².